# 진서 (복양강후)
진서(陳胥, ? ~ 기원전 170년)는 초한전쟁기 ~ 전한 초기의 군인이다.

## 행적
고제를 따라 설(薛) 땅에서 졸병으로서 종군하였고, 우사마(右司馬)가 되어 항우를 친 공로로 복양후(復陽侯)에 봉해졌다.
문제 10년(기원전 170년)에 죽어 시호를 강(剛)이라 하였고, 아들 진가가 뒤를 이었다.

## 출전
- 사마천, 《사기》 권18 고조공신후자연표(高祖功臣侯者年表)
- 반고, 《한서》 권16 고조공신후자연표(高惠高后文功臣表)

| 선대 (첫 봉건) | 전한의 복양후 기원전 200년 음력 10월 갑자일 ~ 기원전 170년 | 후대 아들 복양공후 진가 |